# Troësnes
Troësnes é uma comuna francesa na região administrativa de Altos da França, no departamento de Aisne. Estende-se por uma área de 2,75 km². Em 2010 a comuna tinha 228 habitantes (densidade: 82,9 hab./km²).